# צ
La tsade, tsadik, tsadi o sade (צ pronunciado [ʦ]) es la 18.ª letra del alfabeto hebreo. Equivale a la letra fenicia sade (𐤑‏).

## Codificación
|                | Tsade              | Tsade Final              |
| -------------- | ------------------ | ------------------------ |
| Unicode UTF-16 | U+05e6             | U+05e5                   |
| Nombre Unicode | HEBREW LETTER SADE | HEBREW LETTER FINAL SADE |
| HTML           | &#1510;            | &#1509;                  |
| ISO 8859-8     | 0xf6               | 0xf5                     |